# 藤本昌義
藤本 昌義（ふじもと まさよし、1958年1月9日 - ）は、日本の実業家。双日代表取締役社長CEO。

## 経歴
- 1958年1月 福岡市生まれ。
- 1976年3月 福岡県立修猷館高等学校卒業[1]
- 1981年3月 東京大学法学部卒業
- 1981年4月 日商岩井入社
- 2012年8月 双日米国会社兼米州機械部門長
- 2014年10月 同社理事・経営企画担当役員補佐
- 2015年4月 同社執行役員経営企画,IR担当
- 2015年10月	同社常務執行役員経営企画,IR,広報担当
- 2016年4月	同社専務執行役員経営企画,戦略投資推進,IR,広報,物流・保険統括担当
- 2017年6月	同社代表取締役社長CEO
- 2024年4月	同社代表取締役会長CEO
- 2025年4月	同社代表取締役会長